# Сибирская карандашная фабрика
ООО «Сибирская карандашная фабрика» — бывшее предприятие в Томске, специализировавшееся на производстве карандашей и карандашной дощечки, в последние годы существования являлось единственным в СНГ производителем карандашей и дощечки из сибирского кедра. Располагалось на улице Войкова, дом 75.

## История
Фабрика по изготовлению карандашной дощечки из кедра была организована в Томске в 1912 году. В 1934 году там освоили весь цикл производства карандашей, при этом продолжая поставлять карандашную дощечку другим отечественным и зарубежным производителям.
С 1935 по 2001 год предприятие называлось Томская карандашная фабрика, за исключением периода с 1942 по 1944 годы, когда она называлась: «карандашно-фанерный комбинат» (с 11 апреля 1942 года) и «карандашно-фанерная фабрика» (с июля 1942 года).
В 1942 году в состав предприятия вошла фабрика счётных приборов «Спар». 
В 1991 году Томская карандашная фабрика была преобразована в кооперативно-арендное предприятие, а в 1992 году в акционерное общество закрытого типа.
В 1990-е годы и в начале 2000-х годов фабрика испытывала значительные финансовые трудности. В 1994 году был застрелен руководитель фабрики Анатолий Сухарев. В 1997 году фабрика была признана банкротом, на ней было введено внешнее управление. Для выхода из кризиса в 1998 году группой «Фокс» было образовано ООО «Томский карандаш». Однако реализовать планы не удалось и в 1999 году фабрика была вновь признана банкротом, а в 2000 году фабрику купила фирма «Счастливое детство».
В 2001 году предприятие получило название «ООО „Сибирская карандашная фабрика“», а его владельцами стали: московская компания «ПроБюро» (с 2001 года) и чешская компания «KOH-I-NOOR Hardtmuth a.s.» (с 2004 года). В последние годы существования предприятия его новые владельцы сделали значительные[уточнить] инвестиции в оборудование, расширился ассортимент продукции, фабрика стала выходить из кризиса.
Производственные площади фабрики составляли более 55000 м2.

### Закрытие
В начале 2019 года в Арбитражный суд Томской области поступило исковое заявление от новосибирской типографии, производящей упаковочный материал для карандашей, о признании ООО «Сибирская карандашная фабрика» банкротом. В августе 2019 года фабрика была выкуплена ООО «Аграрная группа — Капитал». В конце того же года на фабрике начались задержки выдачи заработной платы сотрудникам. Фабрика была окончательно остановлена в связи с нерентабельностью и неконкурентоспособностью производства карандашей в Томске, низким спросом на продукцию. Сообщения об этом появились в средствах массовой информации в январе 2020 года.

## Перспективы и историческое наследие
По данным на середину 2020 года, собственник бывшей фабрики планирует провести застройку её территории жилыми и бизнес-объектами. Одно из расположенных на данном земельном участке промышленных зданий, построенное в начале XX века, предположительно, может иметь историческую и архитектурную ценность. Ведётся экспертиза этой постройки, которую застройщик планирует отреставрировать.